# Raymond Watson
Raymond "Ray" L. Watson (Seattle, 4 de octubre de 1926-Newport Beach, 20 de octubre de 2012) fue un arquitecto y empresario estadounidense. Se desempeñó como presidente de Irvine Company y como planificador jefe durante las décadas de 1960 y 1970. También fue presidente de Walt Disney Productions de 1983 a 1984 y formó parte de la junta directiva de Disney desde 1972 hasta marzo de 2004.

## Primeros años y educación
Raymond L. Watson nació en Seattle, Washington, el 4 de octubre de 1926, hijo de Olive Lorentzon, un maestro escolar noruego, y Leslie Watson, una carpintera escocesa-irlandesa. Vivían en Greenwood, un suburbio bajo de Seattle. Mientras celebraban el tercer cumpleaños de su hermana Doris, la madre sufrió un derrame cerebral y entró en coma, falleciendo tres meses después a los 33 años. Tanto su muerte como la Gran Depresión crearon un "período de inestabilidad" dentro de la familia Watson, ya que se volvieron dependientes de familiares mientras su padre buscaba trabajo. Finalmente consiguió un trabajo de constructor en parques estatales en Oakland, California.Después de mudarse a Oakland en 1934, Watson fue criado por su abuela y pasaba los veranos en las playas y parques estatales donde su padre trabajaba como carpintero. Después de un breve período en el Programa de Entrenamiento de Cadetes de Cuerpo Aéreo del Ejército de los Estados Unidos, hacia el final de la Segunda Guerra Mundial, se matriculó en la Universidad de California en Berkeley, donde recibió su licenciatura en 1951 y una maestría en 1953, ambas en arquitectura.

## Carrera empresarial
Watson fue contratado en 1960 como planificador jefe de Irvine Company. Durante su tiempo en la empresa, Watson supervisó el desarrollo de la ciudad de Irvine; la Universidad de California en Irvine; el distrito Newport Center y Fashion Island, así como numerosos pueblos residenciales en todo el condado de Orange.
En un ensayo de 1996 en el Registro del Condado de Orange, Watson escribió sobre su trabajo de desarrollo y planificación en Irvine: “Irvine, la comunidad, el pueblo, la ciudad, es lo que ustedes, los ciudadanos de Irvine, han construido. Ha construido un sistema educativo excepcional dentro de los muros de los edificios escolares. Ha creado y ejecutado un excelente programa de recreación que utilizó los espacios abiertos, parques y lagos que (William) Pereira visualizó y construimos. Traes vida y por lo tanto comunidad a los centros comerciales y de entretenimiento que hemos construido. Las aldeas de Irvine que concebimos son ahora sus comunidades, el hogar de sus hogares. " 

## Premios y distinciones
Un puente peatonal fue bautizado en honor a Watson en 2005 (Puente Watson). Una inscripción en el sitio señala a Watson como un "hombre del Renacimiento moderno".  El puente es propiedad de la ciudad de Irvine y conecta la Universidad de California en Irvine con el Centro Universitario de Irvine Company.
En 2006, Watson recibió la medalla de la Universidad de California, Irvine. 
Watson es exadministrador de la Fundación Irvine de la Universidad de California y exmiembro del Consejo Asesor del Decano de la Escuela de Negocios Paul Merage. Watson fue presidente de la Sociedad Daniel G. Aldrich y en 1997 fue honrado con el premio Center for Real Estate Lifetime Achievement Award.
También fue elegido miembro del Instituto Estadounidense de Arquitectos en 1971; se desempeñó como Profesor Regente de la Universidad de California en la Escuela de Graduados en Administración de la UCI; recibió el Premio a la Excelencia en Arquitectos en la Industria del Consejo de California en 1986 y fue elegido miembro del Salón de la Fama de la Industria de la Construcción de California en 1988.

## Vida personal
Watson y su esposa, Elsa, vivieron en la misma casa de  Newport Beach durante 48 años, en el desarrollo de East Bluff que él ayudó a planificar. Eran miembros vitalicios del Irvine Chancellor's Club de la Universidad de California.